# Club Penguin
Club Penguin va ser un videojoc multijugador en línia implicant un món virtual que va contenir una gran varietat de jocs i activitats desenvolupat per Club Penguin Entertainment (New Horizon Interactive). Utilitza als petits pingüins com a personatges principals del joc, on poden caminar, parlar, jugar minijocs i participar en activitats amb altres jugadors en un món virtual cobert de neu.
Tot va començar amb un joc anomenat Experimental Penguins l'any 2000. Després, el gener de 2003, van crear Penguin Xat, el qual portava moltes novetats així com el disseny actual dels pingüins. Més tard es va crear Penguin Xat 3. Els integrants de l'equip que va crear el joc (Rocketsnail) van decidir llavors crear Club Penguin com una versió definitiva del joc que tenien al cap. Després d'haver passat les proves en la seva fase beta, Club Penguin va ser obert al públic el 24 d'octubre de 2005, i des de llavors que s'ha expandit formant una gran comunitat en línia. En 2007, s'ha declarat que aquest joc té més de dotze milions de comptes. Encara que hi hagi incorporacions gratuïtes disponibles, la principal font d'ingressos està formada per les incorporacions pagades que permeten als usuaris accedir a característiques addicionals com les de comprar roba, mobles i mascotes anomenats Puffles juntament amb el seu menjar que són els pufflitos. L'èxit de Club Penguin va causar que New Horizon fos adquirit posteriorment per Disney a l'agost de 2007 per la suma de 350 milions de dòlars, més una bonificació d'altres 350 milions per aconseguir uns objectius marcats pel 2009. L'any 2012 l'últim co-fundador, Lane Merrifield (Billybob), que quedava a càrrec del joc, va abandonar el mateix, deixant a càrrec a Polo Field i Businesmoose.
El 31 de gener de 2017 Disney va anunciar que el joc en la seva versió per a computadora i dispositius mòbils tancaria de forma definitiva el 29 de març de 2017. «Ens agradaria agrair a tots i cadascun dels membres de la comunitat de Club Penguin la seva dedicació i suport al joc i al nostre equip al llarg d'aquests anys», es llegeix a la pàgina d'informació sobre el tancament. A partir d'aquesta data, es llançarà un nou joc exclusiu per a dispositius mòbils cridat Illa de Club Penguin.

## Història i desenvolupament
Club Penguin es va desenvolupar i es va iniciar el 10 d'octubre de 2003 quan Llanci Priebe i Lane Merrifield, empleats de New Horizon Productions (que es va convertir en New Horizon Interactive en 2003), van veure la necessitat de crear xarxes socials per als nens, per la qual cosa es va decidir fundar Club Penguin en la cerca d'alguna cosa que tingui alguns components socials, però segur, i no només comercialitzat com a assegurança per als seus propis fills. Merrifield i Priebe es van acostar a l'empleat David Krysko amb la idea de crear una empresa derivada per desenvolupar el nou producte.
Abans de començar a treballar en Club Penguin, Llance Priebe, en el seu temps lliure va desenvolupar jocs basats en Flaix-Web., Priebe va llançar en el 2000 Experimental Penguins, un joc molt similar a Club Penguin. Encara que els pingüins van estar fos de línia en 2001, van ser utilitzats com a inspiració per Penguin Chat, que va ser alliberat poc després de l'eliminació d'Experimental Penguins. Per tant, quan Priebe, Merrifield i Krysko van decidir seguir endavant amb Club Penguin en 2003, Penguin Chat estava en línia en el qual es va poder basar part del procés de disseny. Any i mig després, va ser llançat Penguin Chat 3, una versió actualitzada d'aquest.
A principis de l'estiu del 2003, l'equip de Rocketsnail va anunciar alguna cosa anomenat Club Penguin, una versió millorada de Penguin Chat. En el lloc actual de Club Penguin només hi havia un logo i deia que estava en construcció. Després de dos anys de proves i desenvolupament, la primera versió de Club Penguin es va donar a conèixer en el 24 d'octubre de 2005. Van tancar Penguin Chat uns dies més tard, i després van tancar Rocketsnail.
Setmanes després va ser la Beta Testing Party, en la qual van regalar per unes hores articles especials. Els Beta Testers van tenir un mes gratis d'incorporació i 2000 monedes. Actualment, els Beta Testers conserven el Beta Hat (un gorrito de festa). El creixement va ser ràpid. Club Penguin va començar amb 40 usuaris, i al març aquest nombre havia arribat a 1,4 milions - una xifra que gairebé es va duplicar al setembre quan va aconseguir la xifra de 2,6 milions. Club Penguin, després de dos anys, havia arribat a 3,9 milions d'usuaris. Al moment en què va ser adquirit per Disney, Club Penguin tenia dotze milions de comptes, dels quals pagaven 700 000 socis i generava 40 milions de dòlars d'ingressos anuals.
Encara que els propietaris havien rebutjat les ofertes i la publicitat lucrativa en el passat, a l'agost de 2007 es va acordar vendre l'empresa a Disney (tant Club Penguin com l'empresa matriu) per la suma de 350 milions de dòlars. A més, als propietaris se'ls va prometre bonificacions de fins a 350 milions de dòlars si aconseguien complir els objectius de creixement per a l'any 2009, finalment no complerts pel que no es va dur a terme. En realitzar la venda, Merrifield va declarar que el seu principal objectiu durant les negociacions va ser filosòfica i que la intenció era dotar-se de la infraestructura necessària per seguir creixent.
A l'abril de 2008, Club Penguin va obrir la seva primera oficina internacional en el Regne Unit per al suport local i al juny de 2008, Disney va anunciar plans per obrir una oficina a Austràlia a l'agost del mateix any que es va obrir el 8 d'agost. El 8 de novembre d'aquest any va obrir una oficina a Brasil i més tard a Buenos Aires. El 10 de febrer de 2009, el Club Penguin va publicar versions en portuguès i francès i el 29 de juny es va publicar una versió del joc en espanyol.
Abans de ser adquirida per Disney, els ingressos de Club Penguin depenien gairebé exclusivament de les quotes pagades pels seus membres. No obstant això, la gran majoria dels usuaris va decidir no pagar les quotes i aprofitar l'oferta gratuïta. Els que opten per pagar ho fan perquè obtenen beneficis, ja que la inscripció és necessària per poder accedir a tots els serveis tals com la capacitat per comprar roba virtual per als pingüins, objectes decoratius i iglús i perquè la pressió dels companys ha creat un «sistema de castes» que separa als usuaris inscrits dels no inscrits. Tant en el joc i en el lloc, no s'ha incorporat en el sistema, encara que alguns competidors han optat per emplear el següent: Per exemple, ville, que utilitza el patrocini corporatiu, i Neopets, que inclou la col·locació de productes.
Una font alternativa d'ingressos ha estat el desenvolupament d'una tenda en línia per adquirir mercaderies que es va inaugurar en el lloc web de Club Penguin a l'agost de 2006 i inclou la venda de «Puffles» de peluix i samarretes, clauers, targetes de regals i molts més articles. A l'octubre del 2008 es va llançar una línia de joguines de peluix dels personatges de Club Penguin que es poden comprar en línia. A l'octubre de 2012 Lane Merrifield i Happy77 van comunicar per una carta en el blog que deixarien de treballar en Club Penguin per dedicar-se a altres coses com altres projectes i les seves famílies, mentre, Polo Field, Spike Hike i Businesmoose van quedar en els seus càrrecs.
El 5 de desembre del 2012 l'illa de Club Penguin va sofrir un gran canvi en moltes de les seves sales principals, passant del seu estil vell a un més modern. Això també ha portat amb si que Club Penguin vagi innovant en diversos aspectes del joc, tant és així que la major part de l'illa ha estat llançada amb nous gràfics a les seves sales.
En 2016, es va estrenar el Projecte Super Secret que ha estat promocionat des de 2014.
El 30 de març de 2017 a les 12.01 AM PDT (07.01 AM GMT), tots els servidors de Club Penguin es van tancar oficialment.

## Incorporació
En inscriure's en Club Penguin es pot triar entre dues maneres de joc: no membre i la incorporació pagada.
- Pingüins socis: Tenen certs avantatges addicionals com la possibilitat de comprar tota la roba de catàlegs, jugar mini-jocs en una manera especial, tenir fins a 75 mascotes. La incorporació amb targeta és segura, es pot optar entre 1 mes, 6 mesos o 1 any d'incorporació i també es poden acumular per poder tenir més mesos.

- Pingüins no socis: Ells només poden usar les funcionalitats bàsiques o comunes. Poden aconseguir pocs ítems del catàleg de roba, fons i pines. No poden tenir més de 2 mascotes com el puffle vermell, celeste, dinosaure blau (2016), extraterrestre verd (2015), multicolor (2015) i els que es puguin desbloquejar amb codis de joguines. A més, poden visitar totes les sales excepte el Bosc de Núvols i el Llac subterrani.

## Objectes de Penguin
- Mapa: El mapa de Club Penguin conté dreceres cap a les sales més importants del joc. En la barra superior esquerra es pot apreciar una barra de navegació on es pot triar la categoria de cerca, és a dir, filtrar entre jocs, localitzacions, botigues i jocs amb les teves mascotes.[7]

- Monedes virtuals: Aquestes s'usen per comprar coses com roba, puffles, etc. També són usades per donar diners a Coins for Change en festes especials.

- Roba: Els pingüins poden vestir-se amb cada peça de roba que desitgin. Es compra al catàleg de roba, que es publica tots els mesos.

- Mobles: Són objectes que s'usen per adornar el teu iglú (casa teva). Es troben al catàleg de mobles, accessible des del teu iglú o a festes especials.

- Fons: Són, literalment, fons per a la teva carta de joc. Tots els pingüins poden comprar-los al catàleg de roba, que es publica tots els mesos.

- Telèfon Espia: Només per a agents d'Elit. Et permet comprar roba especial, teletransportar-te sense necessitat del mapa i activar un rastrejador de petjades.
- Estampilles: Les estampilles són adhesius que es guanyen fent activitats especials. Es poden veure al catàleg d'estampilles des de la carta de joc del jugador.

- Pins: Els pins són objectes que apareixen a l'illa (els pins són col·leccionables, ja que no és possible que tornin a aparèixer). Existeix la possibilitat que hi hagi dos o tres pins al mateix temps, o bé amagats a l'illa o bé a determinades localitzacions localitzades a festes especials.

- Periòdic: A partir del 19 de novembre del 2010 es publica tots els dijous. «Notícies de Club Penguin», és un periòdic que resumeix totes les notícies i propers esdeveniments. Es poden enviar cartes, poemes, endevinalles, acudits o còmics a Tia Arctic, la reportera del diari, qui selecciona els que considera interessants, insòlits, o rars per a la publicació en el diari. En el 2010, Club Penguin va anunciar que canviaria el disseny del periòdic a un més modern.

- Objectes desbloquejables online: Club Penguin té a la venda joguines en el món real que contenen una moneda amb un codi. Aquest codi serveix per desbloquejar objectes online. Es poden desbloquejar certs ítems que un pot escollir amb la moneda o només monedes i alguns llibres disponibles. El pingüí pot desbloquejar dos objectes sense necessitat de ser membre. Els «Llibres dels Tresors» són llibres especials, diferents a tots els de l'illa, que permeten desbloquejar ítems exclusius. Actualment existeixen dinou toms del «Llibre dels Tresors».[8]

- Targeta de Jugador: La targeta de jugador és indispensable en el joc. Consta d'articles que van ser comprats als catàlegs o adquirits gratuïtament per alguna festa. S'hi mostren la teva roba, fons, pins i trofeus de les missions de la APS (Agents d'Èlit). La targeta de jugador et brinda informació sobre l'estat de les teves monedes i estampilles.

## Minijocs
En Club Penguin hi ha diversos minijocs que s'utilitzen per guanyar monedes amb les quals es pot comprar roba, puffles, etc. Aquests són els jocs principals:
- Aqua Grabber
- Astro Barrier
- Bean Counters
- Bits & Bolts
- Card-Jitsu
- Card-Jitsu Fire
- Card-Jitsu Snow
- Card-Jitsu Water
- Cart Surfer
- Catchin' Waves
- Dance Contest
- DJ3K
- Find Four
- Hydro Hopper
- Ice Fishing
- Jet Pack Adventure
- Mancala
- Pizzatron 3000
- Puffle Launch
- Puffle Rescue
- Puffle Roundup
- Pufflescape
- Sled Racing
- Smoothie Smash
- SoundStudio
- Spy Drills
- System Defender
- Thin Ice

## Rols Especials
En Club Penguin també algunes funcions especials, semblants a una feina, els quals poden exercir qualsevol dels usuaris.

### Guia de tours
Per ser guia de turisme, el pingüí ha de tenir almenys de 45 dies d'existència a l'illa, encara que per una estranya raó, alguns pingüins només necessiten 25 dies. Per obtenir aquest títol, el pingüí ha de respondre a vuit preguntes per comprovar si és apte per al càrrec. Si el pingüí respon correctament un mínim de set preguntes de l'examen, li donaran un barret de guia de turisme que el condecora com a guia i un moviment auxiliar en portar només el barret: En saludar col·locarà damunt del seu cap un cartell que resa 'dono tours'. Els guies donen tours als nous pingüins perquè entenguin el que és Club Penguin i cada guia de turisme, al final del recorregut, ha de preguntar si algú té algun dubte, en cas contrari, no seria considerat un bon guia.

### Agent Secret
Per ser agent secret, des de 2006 s'havia de tenir mínim 30 dies d'antiguitat. Contestaves preguntes sobre el que sabies sobre la seguretat de Club Penguin, i si superaves el test ja eres agent secret de l'Agència de Pingüins Secrets (APS). En 2010, quan Herbert (el principal antagonista del joc) va destruir la APS, va donar lloc al fet que tots els agents haguessin de treballar en una agència encara més secreta: la Elite Penguin Force (EPF). Perquè t'admetessin havies de passar 4 proves molt senzilles: punteria, prova de velocitat, prova d'intel·ligència i resolució de problemes 
L'agost del 2013 es va modificar el reglament d'inscripció, i el procediment per ser agent secret es va fer molt més simple. Consta en anar a l'Estació pingüi-fònica i fer clic en la cabina de telèfon, la qual cosa et farà aparèixer un missatge del Director de la EPF on et convida a ser un agent a l'illa.
Al juny del 2015, van tornar les Missions APS en la EPF.

## Puffles
Els puffles són unes petites criatures amb cabell ondat, que pots cuidar, estimar, banyar, alimentar, jugar o fins i tot trobar tresors (l'última opció va ser implementada a l'agost de 2013). Aquestes criatures poden ser adoptades en la botiga de puffles. Els puffles tenen diferents formes i colors: vermell, celeste, blanc, negre, cafè, taronja, groc, rosa, porpra, verd, collie celeste, gat tigrat taronja, multicolor i daurat. A més a més, hi ha puffles salvatges com el puffle os rentador, conill, cérvol i unicorn, disponibles en varis colors i adoptables en una sala especial.
A més hi ha puffles no disponibles actualment:
- Els dino-puffles, que només es podien obtenir en festes prehistòriques i en el desé aniversari del joc.
- Els puffles de neu sol s'obtenen en festes tematitzades en la pel·lícula Frozen i Nadal des de 2015.
- El puffle fantasma, només adoptable durant les festes de Nit de Bruixes.
- El puffle celeste de cristall només va estar disponible a la festa de Nadal de 2014.
- El puffle multicolor es va poder adoptar per tots, socis i no socis, però només durant la Festa de Puffles Multicolor de Maig 2015, que només va durar 4 setmanes, entre el 21 de maig i el 17 de Juny, i que només es va realitzar en Mòbils. Més tard, es va poder adoptar en qualsevol moment completant una sèrie de feines amb el teu puffle, però només per a socis.

## Personatges famosos
En Club Penguin hi ha personatges famosos que, si es troben, permeten obtenir una estampilla i un fons exclusiu, i a més, podies veure les seves targetes de jugador i fer-t'hi amic. Hi ha alguns personatges famosos que no es poden trobar.

## Moderadors
Els moderadors són les persones que treballen en Club Penguin i ajuden a mantenir la seva seguretat mitjançant la prohibició dels jugadors que han trencat les regles. Els moderadors de Club Penguin solien tenir una insígnia de moderador en la cantonada superior dreta de la seva targeta de jugador, però això va ser eliminarper amagar les seves identitats. Hi havia més de 200 moderadors que supervisaven Club Penguin. Aquest article enumera els coneguts. Hi havia 68 moderadors coneguts, i 7 d'ells es van retirar. Per convertir-se en un moderador, s'ha de ser major de 18 anys i viure en o prop de qualsevol de les oficines del personal de Club Penguin a tot el món. Als moderadors no se'ls permet donar a conèixer els noms dels seus pingüins i molts d'ells tenen més d'un pingüí. La major part dels moderadors s'asseuen a les sales sense interactuar amb els jugadors i només vigilen als jugadors que estan trencant les regles de Club Penguin.

## Festes
Les festes són esdeveniments especials que es realitzen cada mes amb un tema en específic. La primera va ser la Beta Tester Party, que va durar només un dia. Els usuaris beta podien obtenir el Beta Hat, un barret exclusiu que únicament van tenir al voltant de 566 pingüins.
Hi ha moltes festes en Club penguin. Cada mes se'n celebra alguna. Les festes poden ser de temàtica medieval, de Nadal, d'estiu, d'aventures a l'illa, entre moltes altres. Des del 2012 es realitzen festes amb publicitat; són per donar publicitat a les sèries i pel·lícules de qualsevol tipus de Disney, les quals són: Marvel, Pixar, Lucasfilm Ltd., Disney Channel, entre d'altres.
A les festes es repartien ítems especials per a socis i no socis relacionats amb la temàtica de la festa.

## Altres esdeveniments
En cadascuna de les festes festa es poden obtenir sorpreses i objectes en dur a terme accions en passar el punter del ratolí sobre ells o obtenir-los en minijocs, com en la Festa de les Bromes 2009 pel dia de les bromes d'abril. Hi havia caixes per tots costats i diverses caixes que realment eren portals que portaven a altres llocs com la «Dimensió Joguina». Hi havia algunes que tenien puffles, o també una de la qual sortia una altra de la qual sortia una altra i així successivament fins que quedava una petita i aixecava un cartell que resava April Fools!
El 8 de juny del 2007 es va presentar una de les festes més grans i llargues de Club Penguin: la Festa de la Xocolata. Va durar 10 dies amb jocs, millores, objectes gratis i més sorpreses. En aquesta festa hi havia gelats, xocolata gegant i un enorme castell de xocolata, a part d'unes bates de gelater que desbloquegen un nou moviment en ser usades: servir gelat. Les van tornar a donar en el tercer aniversari de Club Penguin.
Des del 2009 es presenta la Festa dels Puffles. Cada sala va estar decorada amb temàtica dels puffles (exemple: la Discoteca estava decorada pel puffle violeta «Pufflus Special Violetis»). Aquesta festa va durar 4 dies (20-24 de febrer) i en el 2010 va ser del 19 al 25 de febrer. A part del febrer de 2009 hi va haver moltes actualitzacions de puffles com per exemple tenir la funció d'interactuar amb els seus mobles. En el 2009 a la Festa de Puffles van circular rumors del Puffle Blanc (Pufflus Timidus Blancus). Aquest puffle va sortir a la venda el 6 de març. En el 2010, es va tornar a fer el vídeo de les qualitats dels Puffles però en espanyol, i clarament es pot veure el Puffle Taronja (Pufflus Bibi Naranjus), el que va sortir a la venda just després de la Festa de puffles 2010 en la primera expedició de l'any. En l'expedició a la naturalesa, els exploradors van fer una gran troballa d'un Puffle Cafè (Pufflus Cerebritus Cafis). I el 19 de febrer del 2011 es va posar en venda aquest puffle. Es va creure que a la festa de Puffles del 2012, es llançaria el Puffle Fúcsia (Pufflus Fucsis Rumoniensis) però això no va ser veritat, perquè a març del 2013 EP (un dels personatges principals del joc) va descobrir el Puffle Multicolor (Pufflus Multicolorís Todus) i al novembre del mateix any va descobrir el Puffle Daurat (Golden Puffle). També s'han sentit rumors del Puffle Gris (Pufflus Gris Rumoniensis) i, a més a més, del Puffle Anyil o Fúcsia, així que es creu que hi haurà un puffle d'una altra espècie o tipus.
Al setembre se celebra la principal festa, The Fair, que compta amb el seu Circ de Puffles on tots poden entrar i, a més a més l'arribada del capità Rockhopper. (aquest no va estar present en la festa de 2014) Es col·loquen llocs amb minijocs en la badia, el bosc i el moll. En aquests minijocs es guanyen tiquets que poden canviar-se per premis en un lloc situat en el bosc. (Excepte el 2014)
El 20 de març de 2010 es va presentar un esdeveniment anomenat Premis al Pingüi-Teatre en el qual membres i no membres podien votar l'obra favorita en diverses categories. Va ser molt semblant als lliuraments dels premis Martín Fierro, a l'Argentina i els Óscars, als Estats Units, i el backstage del Teatre només va poder ser accessible pels membres. En ell, hi havia un premi gratis, i hi havia molts famosos com Tia Arctic, Gary, La Penguin-Band i Cadence fins al 31 de març.
A partir del desembre de 2007 es presenta un esdeveniment anomenat Coins for Change, una espècie de donació perquè els jugadors donin les seves monedes virtuals per cuidar el medi ambient o donar-les-hi als pobres. Un pot donar certa quantitat de monedes per donar-les al món real una quantitat de vegades il·limitada, sempre que el pingüí tingui la suficient quantitat de monedes.
Cada 4 anys, coincidint amb les reals se celebraven les Les Pingüi-Olimpíades o el Pingüi-Mundial en les quals es podien jugar carreres per guanyar premis especials i futbol. Aquests no es van celebrar en 2012, sent reemplaçades per la Festa Tropical.

## Seguretat

### Les regles de Club Penguin
- Respectar els altres: No es tolera l'assetjament ni el maltractament cap a altres pingüins.
- No a les males paraules: No es permetrà conductes ni paraules vulgars o inadequades, tals com insultar i/o discriminar
- Cuidar la seguretat online: No es tolera l'intercanvi de dades personals, tals com el veritable nom de l'usuari, número de telèfon, adreça, correu electrònic o contrasenya.
- No fer trampa: L'ús de programes de tercers està prohibit.

Els jugadors que no compleixin amb les regles de Club Penguin corren el risc de ser suspesos en forma temporal o permanent.

### Suspensions
Les suspensions operen automàticament quan es detecta que en algun compte -que ja ha estat identificat pel sistema- està utilitzant llenguatge inadequat.
Els moderadors poden aplicar suspensions en qualsevol moment si registren que algun compte no està complint amb les Regles de Club Penguin.
Els jugadors, com a moderadors, poden informar sobre els pingüins que no compleixen amb alguna de les Regles de Club Penguin. Els moderadors reben un registre de les converses d'aquest usuari al moment de l'informe, amb missatges filtrats inclusivament.
Després de revisar les converses, els moderadors suspenen aquells comptes en les quals s'ha incomplit alguna de les Regles de Club Penguin. Aquestes suspensions poden durar 24 hores, 72 hores o per sempre, segons el cas.
Aquestes són les seqüències:
- 24 Hores per males paraules, assetjament, maltractament sexual o bloqueig de sales o objectes.
- 48 hores per parlar sobre actes sexuals
- 72 Hores per ser abusiu i parlar sobre drogues.
- Per sempre per utilitzar programes de tercers, dir males paraules, dir coses sexuals, o bloqueig de sales o objectes

### Tipus de xat
Xat d'alta seguretat: 
Els usuaris els comptes dels quals estan configuradts amb el xat d'alta seguretat poden comunicar-se amb altres pingüins amb un menú predeterminat de frases, emoticones, accions i postals; és a dir que no poden redactar els seus propis missatges. Aquests usuaris solament poden veure els missatges d'altres comptes configurats amb xat d'alta seguretat.
Club Penguin compta amb servidors exclusius per a aquesta manera de xat. Per identificar-los, al moment de triar el servidor busca la icona de la bombolla de diàleg.
Xat de seguretat estàndard: 
El xat de seguretat estàndard permet als usuaris redactar els seus propis missatges. Cada missatge passa per un filtre molt sofisticat que bloqueja paraules i frases inadequades abans que altres usuaris puguin veure-les. Si bé aquest filtre s'actualitza contínuament, pot ocórrer que es diguin comentaris que ofenguin a certs jugadors. Per protegir encara més als participants d'aquesta manera de xat, els moderadors monitorejen les converses i reben informes de mala conducta per part dels usuaris.
Articles que pots comprar:
Revista de Club Penguin. Està disponible en gairebé tots els països del món, i amb ella pots desbloquejar, en línia, un article especial, un article del Llibre dels Tresors, monedes, una subscripció de 7 dies o unes xancles especials (només en la primera edició de la revista a Anglaterra). Sortia mensualment i costava 35 pesos a Mèxic.

## Videojocs
Club Penguin ha tret a la venda diversos videojocs a part del joc online, en els quals es poden obtenir articles nous, noves experiències de joc i interacció Wi-Fi. El joc més recent és una Aplicació per Apple Store i per Google Play anomenada Club Penguin Island, la qual ha tingut molt èxit en els últims mesos. Amb el joc principal, també va ser suspesa.

### Club Penguin: Elite Penguin Force
Aquest videojoc és el joc de Club Penguin per Nintendo DS. Anteriorment a la EPF Online, amb la targeta que porta el joc, es podia accedir a la sala secreta EPF. Aquesta funció ja no està disponible. El joc tracta de resoldre missions d'Agents Secrets que no estan disponibles a Club Penguin. Es poden guanyar premis especials, també es pot jugar minijocs i guanyar monedes que després es poden utilitzar per comprar la roba disponible en el joc, algunes de les quals no estan disponibles en Club Penguin. Després els articles i les monedes es carreguen al compte online mitjançant la Connexió Wi-Fi de Nintendo. Diversos anys després va arribar un nou joc anomenat Club Penguin: Elite Penguin Force: Herbert´s Revenge que es pot trobar en les botigues de diversos països.

### Club Penguin: Elite Penguin Force: Herbert´s Revenge
Aquest videojoc és la continuació directa de Club Penguin: Elite Penguin Force per Nintendo DS. Aquest videojoc va sortir en el 2010.

## Aplicacions
Al desembre de l'any 2011 la compaña de Disney llança la primera i exclusiva aplicació per iOS i Android del reeixit joc Puffle al vent el qual consisteix a dirigir el teu puffle en canons i recollir totes les monedes. L'any 2013, aquesta aplicació va ser retirada de l'App Store i Google Play, ja que el contracte va vèncer.
També l'any 2013 surt la reeixida aplicació My Penguin que va arribar al 1er lloc en aplicacions a diversos països, incloent Mèxic, Argentina, Brasil, Estats Units i Regne Unit. L'aplicació consisteix que pots usar el teu pingüí des dels dispositius mòbils. A mitjants de l'any 2013 es va llançar la versió 1.2 de l'aplicació que va implementar millores en la seva interfície incorporant la interacció des dels iglús. Temps després l'aplicació va passar a dir-se Club Penguin, doncs ara podries interactuar amb usuaris en diferents sales des de l'iPad, iPhone o iPod Touch i el 18 de desembre del 2014 va sortir per a dispositius Android.
El 2014 surt una nova app que es diu Sled Racer, el qual és com el minijoc l'original, però molt més millorada. Només està disponible per l'App Store de iOS però en 2015 es van anunciar millores en el joc i llançament per a plataformes Android. En 2014 surt una nova app i està ambientada en les mascotes de Club Penguin, els puffles. Aquest es tracta de passar nivells gràcies a l'ajuda dels teus puffles i els seus poders. És una referència a Candy Crush Saga només que, amb puffles. En aquest s'agrega un nou puffle a principis de 2015: el Puffle de Cristall Celeste. Al febrer del 2015 es llança, de moment, l'última app a la llista d'aplicacions de Club Penguin que és Super DJ, una versió per a plataformes mòbils del minijoc online. Es va llançar per iOs i Android alhora.
A l'abril del 2015 arriba per Android l'app Sled Racer, amb millores per Android i iOS. Actualment, les aplicacions Sled Racer i Super DJ van ser eliminades amb intencions de preparar el gran Projecte: Super Secret.

## Tancament
El 31 de gener de 2017, es va publicar que Club Penguin tancaria definitivament el 29 de març de 2017 per donar pas a Illa de Club Penguin. L'equip va realitzar l'última festa, Waddle On Party, com a comiat de Club Penguin. L'últim dia de funcionament del joc, tots els usuaris van rebre una membresia gratis durant un dia, com a regal de comiat. El joc va ser reemplaçat pel seu successor, titulat Club Penguin Island, el qual només va estar disponible per a dispositius mòbils i ordinador personal. Aquest joc també va ser calusurat el 20 de desembre de 2018, però encara incorpora un mode fora de línia.